# Interlands Portugees voetbalelftal 1970-1979
Deze pagina toont een chronologisch en gedetailleerd overzicht van de interlands die het Portugees voetbalelftal heeft gespeeld in de periode 1970 – 1979.

## Interlands

### 1970
|                                                                     |                     |       |                             |                                                                                             |
| 10 mei Vriendschappelijk № 161 «onderlinge duels» 16:00 uur (UTC+1) | Portugal            | 1 – 2 | Italië                      | Estádio Nacional, Oeiras Toeschouwers: 20.711 Scheidsrechter: Antonio Camacho Jiménez (ESP) |
| 10 mei Vriendschappelijk № 161 «onderlinge duels» 16:00 uur (UTC+1) | Humberto Coelho 85' |       | 38' Gigi Riva 67' Gigi Riva | Estádio Nacional, Oeiras Toeschouwers: 20.711 Scheidsrechter: Antonio Camacho Jiménez (ESP) |

|                                                                            |            |                  |          |                                                                                            |
| 14 oktober EK 1972 kwalificatie № 162 «onderlinge duels» 19:00 uur (UTC+1) | Denemarken | 0 – 1            | Portugal | Københavns Idrætspark, Kopenhagen Toeschouwers: 17.317 Scheidsrechter: Leo Callaghan (WAL) |
| 14 oktober EK 1972 kwalificatie № 162 «onderlinge duels» 19:00 uur (UTC+1) |            | 40' Jacinto João |          | Københavns Idrætspark, Kopenhagen Toeschouwers: 17.317 Scheidsrechter: Leo Callaghan (WAL) |

### 1971
|                                                                             |                                                             |       |          |                                                                                       |
| 17 februari EK 1972 kwalificatie № 163 «onderlinge duels» 20:00 uur (UTC+1) | België                                                      | 3 – 0 | Portugal | Stade Émile Versé, Brussel Toeschouwers: 26.821 Scheidsrechter: Gaspart Pintado (ESP) |
| 17 februari EK 1972 kwalificatie № 163 «onderlinge duels» 20:00 uur (UTC+1) | Raoul Lambert 15' Raoul Lambert 63' (pen.) André De Nul 75' |       |          | Stade Émile Versé, Brussel Toeschouwers: 26.821 Scheidsrechter: Gaspart Pintado (ESP) |

|                                                                          |                                    |       |           |                                                                                       |
| 21 april EK 1972 kwalificatie № 164 «onderlinge duels» 21:30 uur (UTC+1) | Portugal                           | 2 – 0 | Schotland | Estádio da Luz, Lissabon Toeschouwers: 35.463 Scheidsrechter: Michel Kitabdjian (FRA) |
| 21 april EK 1972 kwalificatie № 164 «onderlinge duels» 21:30 uur (UTC+1) | Pat Stanton 22' (e.d.) Eusébio 82' |       |           | Estádio da Luz, Lissabon Toeschouwers: 35.463 Scheidsrechter: Michel Kitabdjian (FRA) |

|                                                                        |                                                                                             |       |            |                                                                                    |
| 12 mei EK 1972 kwalificatie № 165 «onderlinge duels» 21:30 uur (UTC+1) | Portugal                                                                                    | 5 – 0 | Denemarken | Estádio das Antas, Porto Toeschouwers: 16.391 Scheidsrechter: Malcolm Wright (NIR) |
| 12 mei EK 1972 kwalificatie № 165 «onderlinge duels» 21:30 uur (UTC+1) | Rui Rodrigues 18' Eusébio 42' Vítor Baptista 48' Vítor Baptista 52' Erik Sandvad 88' (e.d.) |       |            | Estádio das Antas, Porto Toeschouwers: 16.391 Scheidsrechter: Malcolm Wright (NIR) |

|                                                                            |                                    |       |                   |                                                                                    |
| 13 oktober EK 1972 kwalificatie № 166 «onderlinge duels» 20:00 uur (UTC+1) | Schotland                          | 2 – 1 | Portugal          | Hampden Park, Glasgow Toeschouwers: 58.612 Scheidsrechter: Brunon Piotrowicz (POL) |
| 13 oktober EK 1972 kwalificatie № 166 «onderlinge duels» 20:00 uur (UTC+1) | John O'Hare 23' Archie Gemmill 58' |       | 57' Rui Rodrigues | Hampden Park, Glasgow Toeschouwers: 58.612 Scheidsrechter: Brunon Piotrowicz (POL) |

|                                                                             |                           |       |                   |                                                                               |
| 21 november EK 1972 kwalificatie № 167 «onderlinge duels» 15:00 uur (UTC+1) | Portugal                  | 1 – 1 | België            | Estádio da Luz, Lissabon Toeschouwers: 53.577 Scheidsrechter: Ken Burns (ENG) |
| 21 november EK 1972 kwalificatie № 167 «onderlinge duels» 15:00 uur (UTC+1) | Fernando Peres 90' (pen.) |       | 60' Raoul Lambert | Estádio da Luz, Lissabon Toeschouwers: 53.577 Scheidsrechter: Ken Burns (ENG) |

### 1972
|                                                                          |                                                            |       |        |                                                                                 |
| 29 maart WK 1974 kwalificatie № 168 «onderlinge duels» 21:45 uur (UTC+1) | Portugal                                                   | 4 – 0 | Cyprus | Estádio da Luz, Lissabon Toeschouwers: 5.801 Scheidsrechter: Vital Loraux (BEL) |
| 29 maart WK 1974 kwalificatie № 168 «onderlinge duels» 21:45 uur (UTC+1) | Humberto Coelho 7' Nené 17' Artur Jorge 46' Rui Jordão 81' |       |        | Estádio da Luz, Lissabon Toeschouwers: 5.801 Scheidsrechter: Vital Loraux (BEL) |

|                                                                        |        |                 |          |                                                                                  |
| 10 mei WK 1974 kwalificatie № 169 «onderlinge duels» 17:00 uur (UTC+2) | Cyprus | 0 – 1           | Portugal | GSP-stadion, Nicosia Toeschouwers: 7.643 Scheidsrechter: Chevorc Ghemigean (ROU) |
| 10 mei WK 1974 kwalificatie № 169 «onderlinge duels» 17:00 uur (UTC+2) |        | 78' Chico Faria |          | GSP-stadion, Nicosia Toeschouwers: 7.643 Scheidsrechter: Chevorc Ghemigean (ROU) |

| Braziliaanse Onafhankelijkheidsbeker |
| ------------------------------------ |

|                                                                                              |         |                                        |          | |
| 11 juni Taça Independência Groep B (eerste ronde) № 170 «onderlinge duels» 15:00 uur (UTC−3) | Ecuador | 0 – 3                                  | Portugal | Estádio Dr. João Cláudio Vasconcelos Machado, Natal Toeschouwers: 25.000 Scheidsrechter: Ángel Coerezza (ARG) |
| 11 juni Taça Independência Groep B (eerste ronde) № 170 «onderlinge duels» 15:00 uur (UTC−3) |         | 36' Eusébio 59' Joaquim Dinis 75' Nené |          | Estádio Dr. João Cláudio Vasconcelos Machado, Natal Toeschouwers: 25.000 Scheidsrechter: Ángel Coerezza (ARG) |

|                                                                                              |      |                                                   |          | |
| 14 juni Taça Independência Groep B (eerste ronde) № 171 «onderlinge duels» 20:30 uur (UTC−3) | Iran | 0 – 3                                             | Portugal | Estádio José do Rego Maciel, Recife Toeschouwers: 11.582 Scheidsrechter: Guillermo Velásquez (ESP) |
| 14 juni Taça Independência Groep B (eerste ronde) № 171 «onderlinge duels» 20:30 uur (UTC−3) |      | 13' Eusébio 31' Joaquim Dinis 72' Humberto Coelho |          | Estádio José do Rego Maciel, Recife Toeschouwers: 11.582 Scheidsrechter: Guillermo Velásquez (ESP) |

|                                                                                              |                    |       |                                                                    |                                                                                                 |
| 18 juni Taça Independência Groep B (eerste ronde) № 172 «onderlinge duels» 17:15 uur (UTC−3) | Chili              | 1 – 4 | Portugal                                                           | Estádio José do Rego Maciel, Recife Toeschouwers: 15.736 Scheidsrechter: Aurelio Angonese (ITA) |
| 18 juni Taça Independência Groep B (eerste ronde) № 172 «onderlinge duels» 17:15 uur (UTC−3) | Carlos Caszely 56' |       | 6' Joaquim Dinis 14' Humberto Coelho 54' Joaquim Dinis 71' Eusébio | Estádio José do Rego Maciel, Recife Toeschouwers: 15.736 Scheidsrechter: Aurelio Angonese (ITA) |

|                                                                                              |                             |       |                |                                                                                               |
| 25 juni Taça Independência Groep B (eerste ronde) № 173 «onderlinge duels» 17:00 uur (UTC−3) | Portugal                    | 2 – 1 | Ierland        | Estádio José do Rego Maciel, Recife Toeschouwers: 12.665 Scheidsrechter: Ángel Coerezza (ARG) |
| 25 juni Taça Independência Groep B (eerste ronde) № 173 «onderlinge duels» 17:00 uur (UTC−3) | Fernando Peres 35' Nené 37' |       | 38' Mick Leech | Estádio José do Rego Maciel, Recife Toeschouwers: 12.665 Scheidsrechter: Ángel Coerezza (ARG) |

|                                                                                              |                           |       |                                                  |                                                                                  |
| 29 juni Taça Independência Groep B (tweede ronde) № 174 «onderlinge duels» 21:00 uur (UTC−3) | Argentinië                | 1 – 3 | Portugal                                         | Maracanã, Rio de Janeiro Toeschouwers: 29.582 Scheidsrechter: Keith Walker (ENG) |
| 29 juni Taça Independência Groep B (tweede ronde) № 174 «onderlinge duels» 21:00 uur (UTC−3) | Miguel Ángel Brindisi 29' |       | 38' Adolfo Calisto 45' Eusébio 47' Joaquim Dinis | Maracanã, Rio de Janeiro Toeschouwers: 29.582 Scheidsrechter: Keith Walker (ENG) |

|                                                                                             |                    |       |                 |                                                                                     |
| 2 juli Taça Independência Groep B (tweede ronde) № 175 «onderlinge duels» 17:00 uur (UTC−3) | Uruguay            | 1 – 1 | Portugal        | Maracanã, Rio de Janeiro Toeschouwers: 45.590 Scheidsrechter: Rudolf Scheurer (SUI) |
| 2 juli Taça Independência Groep B (tweede ronde) № 175 «onderlinge duels» 17:00 uur (UTC−3) | Ricardo Pavoni 20' |       | 44' Jaime Graça | Maracanã, Rio de Janeiro Toeschouwers: 45.590 Scheidsrechter: Rudolf Scheurer (SUI) |

|                                                                                             |                |       |             |                                                                                     |
| 6 juli Taça Independência Groep B (tweede ronde) № 176 «onderlinge duels» 21:00 uur (UTC−3) | Portugal       | 1 – 0 | Sovjet-Unie | Mineirão, Belo Horizonte Toeschouwers: 8.925 Scheidsrechter: Kurt Tschenscher (FRG) |
| 6 juli Taça Independência Groep B (tweede ronde) № 176 «onderlinge duels» 21:00 uur (UTC−3) | Rui Jordão 46' |       |             | Mineirão, Belo Horizonte Toeschouwers: 8.925 Scheidsrechter: Kurt Tschenscher (FRG) |

|                                                                             |               |       |          |                                                                                   |
| 9 juli Taça Independência Finale № 177 «onderlinge duels» 18:00 uur (UTC−3) | Brazilië      | 1 – 0 | Portugal | Maracanã, Rio de Janeiro Toeschouwers: 99.138 Scheidsrechter: Abraham Klein (ISR) |
| 9 juli Taça Independência Finale № 177 «onderlinge duels» 18:00 uur (UTC−3) | Jairzinho 89' |       |          | Maracanã, Rio de Janeiro Toeschouwers: 99.138 Scheidsrechter: Abraham Klein (ISR) |

|  |  |  |  |  |  |  |  |  |

### 1973
|                                                                      |                  |       |                                |                                                                                  |
| 3 maart Vriendschappelijk № 178 «onderlinge duels» 20:30 uur (UTC+1) | Frankrijk        | 1 – 2 | Portugal                       | Parc des Princes, Parijs Toeschouwers: 45.267 Scheidsrechter: Franz Geluck (BEL) |
| 3 maart Vriendschappelijk № 178 «onderlinge duels» 20:30 uur (UTC+1) | Marc Molitor 36' |       | 38' (pen.) Eusébio 87' Eusébio | Parc des Princes, Parijs Toeschouwers: 45.267 Scheidsrechter: Franz Geluck (BEL) |

|                                                                          |                    |       |                    |                                                                                   |
| 28 maart WK 1974 kwalificatie № 179 «onderlinge duels» 19:30 uur (UTC+1) | Noord-Ierland      | 1 – 1 | Portugal           | Highfield Road, Coventry Toeschouwers: 11.238 Scheidsrechter: Paul Schiller (AUT) |
| 28 maart WK 1974 kwalificatie № 179 «onderlinge duels» 19:30 uur (UTC+1) | Martin O'Neill 18' |       | 84' (pen.) Eusébio | Highfield Road, Coventry Toeschouwers: 11.238 Scheidsrechter: Paul Schiller (AUT) |

|                                                     |                                   |       |          | |
| 2 mei WK 1974 kwalificatie № 180 «onderlinge duels» | Bulgarije                         | 2 – 1 | Portugal | Vasil Levski Nationaal Stadion, Sofia Toeschouwers: 49.300 Scheidsrechter: Milivoje Gugulović (YUG) |
| 2 mei WK 1974 kwalificatie № 180 «onderlinge duels» | Georgi Denev 38' Hristo Bonev 60' |       | 73' Nené | Vasil Levski Nationaal Stadion, Sofia Toeschouwers: 49.300 Scheidsrechter: Milivoje Gugulović (YUG) |

|                                                                            |                                         |       |                                   |                                                                                 |
| 13 oktober WK 1974 kwalificatie № 181 «onderlinge duels» 21:45 uur (UTC+1) | Portugal                                | 2 – 2 | Bulgarije                         | Estádio da Luz, Lissabon Toeschouwers: 13.000 Scheidsrechter: Jack Taylor (ENG) |
| 13 oktober WK 1974 kwalificatie № 181 «onderlinge duels» 21:45 uur (UTC+1) | António Simões 53' Alfredo Quaresma 90' |       | 56' Hristo Bonev 65' Hristo Bonev | Estádio da Luz, Lissabon Toeschouwers: 13.000 Scheidsrechter: Jack Taylor (ENG) |

|                                                                             |                |       |                 |                                                                                                |
| 14 november WK 1974 kwalificatie № 182 «onderlinge duels» 21:45 uur (UTC+1) | Portugal       | 1 – 1 | Noord-Ierland   | Estádio José Alvalade, Lissabon Toeschouwers: 6.713 Scheidsrechter: Pablo Sánchez Ibáñez (ESP) |
| 14 november WK 1974 kwalificatie № 182 «onderlinge duels» 21:45 uur (UTC+1) | Rui Jordão 34' |       | 68' Liam O'Kane | Estádio José Alvalade, Lissabon Toeschouwers: 6.713 Scheidsrechter: Pablo Sánchez Ibáñez (ESP) |

### 1974
|                                                                      |          |       |          |                                                                                          |
| 3 april Vriendschappelijk № 183 «onderlinge duels» 21:45 uur (UTC+1) | Portugal | 0 – 0 | Engeland | Estádio da Luz, Lissabon Toeschouwers: 10.000 Scheidsrechter: Emilio Guruceta Muro (ESP) |
| 3 april Vriendschappelijk № 183 «onderlinge duels» 21:45 uur (UTC+1) |          |       |          | Estádio da Luz, Lissabon Toeschouwers: 10.000 Scheidsrechter: Emilio Guruceta Muro (ESP) |

|                                                                          |                                                                        |       |          |                                                                         |
| 13 november Vriendschappelijk № 184 «onderlinge duels» 20:00 uur (UTC+1) | Zwitserland                                                            | 3 – 0 | Portugal | Wankdorf, Bern Toeschouwers: 12.500 Scheidsrechter: Joop Vervoort (NED) |
| 13 november Vriendschappelijk № 184 «onderlinge duels» 20:00 uur (UTC+1) | Daniel Jeandupeux 9' Hans-Jörg Pfister 43' Hanspeter Schild 65' (pen.) |       |          | Wankdorf, Bern Toeschouwers: 12.500 Scheidsrechter: Joop Vervoort (NED) |

|                                                                           |          |       |          |                                                                                  |
| 20 november EK 1976 kwalificatie № 185 «onderlinge duels» 19:45 uur (UTC) | Engeland | 0 – 0 | Portugal | Wembley Stadium, Londen Toeschouwers: 84.461 Scheidsrechter: Anton Bucheli (SUI) |
| 20 november EK 1976 kwalificatie № 185 «onderlinge duels» 19:45 uur (UTC) |          |       |          | Wembley Stadium, Londen Toeschouwers: 84.461 Scheidsrechter: Anton Bucheli (SUI) |

### 1975
|                                                   |       |       |                    |                                                                                           |
| 9 maart Vriendschappelijk № 186 16:00 uur (UTC−3) | Goiás | 2 – 1 | Portugal           | Estádio Serra Dourada, Goiânia Toeschouwers: 79.610 Scheidsrechter: Armando Marques (BRA) |
| 9 maart Vriendschappelijk № 186 16:00 uur (UTC−3) | ?     |       | 4' Octávio Machado | Estádio Serra Dourada, Goiânia Toeschouwers: 79.610 Scheidsrechter: Armando Marques (BRA) |

|                                                                       |           |                      |          | |
| 26 april Vriendschappelijk № 187 «onderlinge duels» 17:00 uur (UTC+1) | Frankrijk | 0 – 2                | Portugal | Stade olympique Yves-du-Manoir, Parijs Toeschouwers: 24.816 Scheidsrechter: Hans-Joachim Weyland (FRG) |
| 26 april Vriendschappelijk № 187 «onderlinge duels» 17:00 uur (UTC+1) |           | 21' Nené 64' Marinho |          | Stade olympique Yves-du-Manoir, Parijs Toeschouwers: 24.816 Scheidsrechter: Hans-Joachim Weyland (FRG) |

|                                                                          |                                                                                                   |       |          |                                                                                      |
| 30 april EK 1976 kwalificatie № 188 «onderlinge duels» 17:00 uur (UTC+1) | Tsjecho-Slowakije                                                                                 | 5 – 0 | Portugal | Letenský Stadion, Praag Toeschouwers: 12.034 Scheidsrechter: Ferdinand Biwersi (FRG) |
| 30 april EK 1976 kwalificatie № 188 «onderlinge duels» 17:00 uur (UTC+1) | Přemysl Bičovský 11' Přemysl Bičovský 22' Zdeněk Nehoda 25' Zdeněk Nehoda 46' Ladislav Petráš 52' |       |          | Letenský Stadion, Praag Toeschouwers: 12.034 Scheidsrechter: Ferdinand Biwersi (FRG) |

|                                                                     |                          |       |          |                                                                                 |
| 13 mei Vriendschappelijk № 189 «onderlinge duels» 20:00 uur (UTC+1) | Schotland                | 1 – 0 | Portugal | Hampden Park, Glasgow Toeschouwers: 34.307 Scheidsrechter: Bob Matthewson (ENG) |
| 13 mei Vriendschappelijk № 189 «onderlinge duels» 20:00 uur (UTC+1) | Artur Correia 43' (e.d.) |       |          | Hampden Park, Glasgow Toeschouwers: 34.307 Scheidsrechter: Bob Matthewson (ENG) |

|                                                                        |        |                            |          |                                                                                   |
| 8 juni EK 1976 kwalificatie № 190 «onderlinge duels» 16:45 uur (UTC+3) | Cyprus | 0 – 2                      | Portugal | Tsirionstadion, Limasol Toeschouwers: 8.615 Scheidsrechter: Gheorghe Limona (ROU) |
| 8 juni EK 1976 kwalificatie № 190 «onderlinge duels» 16:45 uur (UTC+3) |        | 25' Nené 89' Mário Moinhos |          | Tsirionstadion, Limasol Toeschouwers: 8.615 Scheidsrechter: Gheorghe Limona (ROU) |

|                                                                             |          |       |                   |                                                                                    |
| 12 november EK 1976 kwalificatie № 191 «onderlinge duels» 21:30 uur (UTC+1) | Portugal | 1 – 1 | Tsjecho-Slowakije | Estádio das Antas, Porto Toeschouwers: 21.978 Scheidsrechter: Charles Corver (NED) |
| 12 november EK 1976 kwalificatie № 191 «onderlinge duels» 21:30 uur (UTC+1) | Nené 8'  |       | 7' Anton Ondruš   | Estádio das Antas, Porto Toeschouwers: 21.978 Scheidsrechter: Charles Corver (NED) |

|                                                                             |                   |       |                  |                                                                                           |
| 19 november EK 1976 kwalificatie № 192 «onderlinge duels» 21:00 uur (UTC+1) | Portugal          | 1 – 1 | Engeland         | Estádio José Alvalade, Lissabon Toeschouwers: 13.912 Scheidsrechter: Erich Linemayr (AUT) |
| 19 november EK 1976 kwalificatie № 192 «onderlinge duels» 21:00 uur (UTC+1) | Rui Rodrigues 15' |       | 42' Mick Channon | Estádio José Alvalade, Lissabon Toeschouwers: 13.912 Scheidsrechter: Erich Linemayr (AUT) |

|                                                                            |                |       |        |                                                                                    |
| 3 december EK 1976 kwalificatie № 193 «onderlinge duels» 21:00 uur (UTC+1) | Portugal       | 1 – 0 | Cyprus | Estádio do Bonfim, Setúbal Toeschouwers: 4.994 Scheidsrechter: Richard Casha (MLT) |
| 3 december EK 1976 kwalificatie № 193 «onderlinge duels» 21:00 uur (UTC+1) | João Alves 20' |       |        | Estádio do Bonfim, Setúbal Toeschouwers: 4.994 Scheidsrechter: Richard Casha (MLT) |

### 1976
|                                                                      |                                                                  |       |                     |                                                                                   |
| 7 april Vriendschappelijk № 194 «onderlinge duels» 19:00 uur (UTC+1) | Italië                                                           | 3 – 1 | Portugal            | Stadio Comunale, Turijn Toeschouwers: 36.121 Scheidsrechter: Károly Palotai (HUN) |
| 7 april Vriendschappelijk № 194 «onderlinge duels» 19:00 uur (UTC+1) | Giancarlo Antognoni 45' Giancarlo Antognoni 62' Paolo Pulici 70' |       | 82' Samuel Fraguito | Stadio Comunale, Turijn Toeschouwers: 36.121 Scheidsrechter: Károly Palotai (HUN) |

|                                                                          |          |                                     |       |                                                                                       |
| 16 oktober WK 1978 kwalificatie № 195 «onderlinge duels» 21:30 uur (UTC) | Portugal | 0 – 2                               | Polen | Estádio das Antas, Porto Toeschouwers: 30.000 Scheidsrechter: Michel Kitabdjian (FRA) |
| 16 oktober WK 1978 kwalificatie № 195 «onderlinge duels» 21:30 uur (UTC) |          | 49' Grzegorz Lato 77' Grzegorz Lato |       | Estádio das Antas, Porto Toeschouwers: 30.000 Scheidsrechter: Michel Kitabdjian (FRA) |

|                                                                           |                      |       |            |                                                                                        |
| 17 november WK 1978 kwalificatie № 196 «onderlinge duels» 21:30 uur (UTC) | Portugal             | 1 – 0 | Denemarken | Estádio da Luz, Lissabon Toeschouwers: 35.000 Scheidsrechter: Abdelkader Aouissi (ALG) |
| 17 november WK 1978 kwalificatie № 196 «onderlinge duels» 21:30 uur (UTC) | Manuel Fernandes 67' |       |            | Estádio da Luz, Lissabon Toeschouwers: 35.000 Scheidsrechter: Abdelkader Aouissi (ALG) |

|                                                                            |                              |       |                               |                                                                                     |
| 5 december WK 1978 kwalificatie № 197 «onderlinge duels» 14:30 uur (UTC+2) | Cyprus                       | 1 – 2 | Portugal                      | Tsirionstadion, Limasol Toeschouwers: 13.000 Scheidsrechter: Constantin Ghiţă (ROU) |
| 5 december WK 1978 kwalificatie № 197 «onderlinge duels» 14:30 uur (UTC+2) | Stavros Stylianou 74' (pen.) |       | 36' Fernando Chalana 76' Nené | Tsirionstadion, Limasol Toeschouwers: 13.000 Scheidsrechter: Constantin Ghiţă (ROU) |

|                                                                        |                   |       |                     |                                                                                                |
| 22 december Vriendschappelijk № 198 «onderlinge duels» 21:30 uur (UTC) | Portugal          | 2 – 1 | Italië              | Estádio José Alvalade, Lissabon Toeschouwers: 3.000 Scheidsrechter: Emilio Guruceta Muro (ESP) |
| 22 december Vriendschappelijk № 198 «onderlinge duels» 21:30 uur (UTC) | Nené 12' Nené 66' |       | 78' Roberto Bettega | Estádio José Alvalade, Lissabon Toeschouwers: 3.000 Scheidsrechter: Emilio Guruceta Muro (ESP) |

### 1977
|                                                                       |                |       |             |                                                                                      |
| 30 maart Vriendschappelijk № 199 «onderlinge duels» 21:30 uur (UTC+1) | Portugal       | 1 – 0 | Zwitserland | Estádio dos Barreiros, Funchal Toeschouwers: 10.000 Scheidsrechter: Gordon Kew (ENG) |
| 30 maart Vriendschappelijk № 199 «onderlinge duels» 21:30 uur (UTC+1) | João Alves 50' |       |             | Estádio dos Barreiros, Funchal Toeschouwers: 10.000 Scheidsrechter: Gordon Kew (ENG) |

|                                                                         |                                         |       |                                                                  |                                                                                              |
| 9 oktober WK 1978 kwalificatie № 200 «onderlinge duels» 13:30 uur (UTC) | Denemarken                              | 2 – 4 | Portugal                                                         | Københavns Idrætspark, Kopenhagen Toeschouwers: 23.300 Scheidsrechter: Eldar Azim-Zade (URS) |
| 9 oktober WK 1978 kwalificatie № 200 «onderlinge duels» 13:30 uur (UTC) | Per Røntved 40' (pen.) Allan Hansen 88' |       | 13' Rui Jordão 35' Nené 61' Manuel Fernandes 81' Octávio Machado | Københavns Idrætspark, Kopenhagen Toeschouwers: 23.300 Scheidsrechter: Eldar Azim-Zade (URS) |

|                                                                            |                     |       |                      |                                                                                     |
| 29 oktober WK 1978 kwalificatie № 201 «onderlinge duels» 17:00 uur (UTC+1) | Polen               | 1 – 1 | Portugal             | Śląskistadion, Chorzów Toeschouwers: 80.000 Scheidsrechter: Walter Eschweiler (FRG) |
| 29 oktober WK 1978 kwalificatie № 201 «onderlinge duels» 17:00 uur (UTC+1) | Kazimierz Deyna 38' |       | 61' Manuel Fernandes | Śląskistadion, Chorzów Toeschouwers: 80.000 Scheidsrechter: Walter Eschweiler (FRG) |

|                                                                           |                                                                          |       |        |                                                                                  |
| 16 november WK 1978 kwalificatie № 202 «onderlinge duels» 21:30 uur (UTC) | Portugal                                                                 | 4 – 0 | Cyprus | Estádio de São Luís, Faro Toeschouwers: 7.337 Scheidsrechter: Michal Jursa (TCH) |
| 16 november WK 1978 kwalificatie № 202 «onderlinge duels» 21:30 uur (UTC) | Seninho 8' Fernando Chalana 16' Francisco Vital 72' Manuel Fernandes 83' |       |        | Estádio de São Luís, Faro Toeschouwers: 7.337 Scheidsrechter: Michal Jursa (TCH) |

### 1978
|                                                                      |                                       |       |          |                                                                                   |
| 9 maart Vriendschappelijk № 203 «onderlinge duels» 20:30 uur (UTC+1) | Frankrijk                             | 2 – 0 | Portugal | Parc des Princes, Parijs Toeschouwers: 42.241 Scheidsrechter: Alexis Ponnet (BEL) |
| 9 maart Vriendschappelijk № 203 «onderlinge duels» 20:30 uur (UTC+1) | Bruno Baronchelli 9' Marc Berdoll 40' |       |          | Parc des Princes, Parijs Toeschouwers: 42.241 Scheidsrechter: Alexis Ponnet (BEL) |

|                                                                           |                        |       |                  |                                                                                     |
| 20 september Vriendschappelijk № 204 «onderlinge duels» 21:30 uur (UTC+1) | Portugal               | 1 – 0 | Verenigde Staten | Estádio do Bonfim, Setúbal Toeschouwers: 5.000 Scheidsrechter: Inácio Almeida (POR) |
| 20 september Vriendschappelijk № 204 «onderlinge duels» 21:30 uur (UTC+1) | José Alberto Costa 31' |       |                  | Estádio do Bonfim, Setúbal Toeschouwers: 5.000 Scheidsrechter: Inácio Almeida (POR) |

|                                                                          |                    |       |                       |                                                                                            |
| 11 oktober EK 1980 kwalificatie № 205 «onderlinge duels» 21:30 uur (UTC) | Portugal           | 1 – 1 | België                | Estádio José Alvalade, Lissabon Toeschouwers: 14.401 Scheidsrechter: Georges Konrath (FRA) |
| 11 oktober EK 1980 kwalificatie № 205 «onderlinge duels» 21:30 uur (UTC) | Fernando Gomes 32' |       | 39' Frank Vercauteren | Estádio José Alvalade, Lissabon Toeschouwers: 14.401 Scheidsrechter: Georges Konrath (FRA) |

|                                                                             |                      |       |                              |                                                                                 |
| 15 november EK 1980 kwalificatie № 206 «onderlinge duels» 19:00 uur (UTC+1) | Oostenrijk           | 1 – 2 | Portugal                     | Prater-Stadion, Wenen Toeschouwers: 64.024 Scheidsrechter: Nicolae Rainea (ROU) |
| 15 november EK 1980 kwalificatie № 206 «onderlinge duels» 19:00 uur (UTC+1) | Walter Schachner 71' |       | 29' Nené 91' Alberto Fonseca | Prater-Stadion, Wenen Toeschouwers: 64.024 Scheidsrechter: Nicolae Rainea (ROU) |

|                                                                           |                     |       |           |                                                                                      |
| 29 november EK 1980 kwalificatie № 207 «onderlinge duels» 21:30 uur (UTC) | Portugal            | 1 – 0 | Schotland | Estádio da Luz, Lissabon Toeschouwers: 49.153 Scheidsrechter: Ernst Dörflinger (SUI) |
| 29 november EK 1980 kwalificatie № 207 «onderlinge duels» 21:30 uur (UTC) | Alberto Fonseca 29' |       |           | Estádio da Luz, Lissabon Toeschouwers: 49.153 Scheidsrechter: Ernst Dörflinger (SUI) |

### 1979
|                                                                       |           |                |          |                                                                                    |
| 9 mei EK 1980 kwalificatie № 208 «onderlinge duels» 19:00 uur (UTC+1) | Noorwegen | 0 – 1          | Portugal | Ullevaalstadion, Oslo Toeschouwers: 9.875 Scheidsrechter: Siegfried Kirschen (DDR) |
| 9 mei EK 1980 kwalificatie № 208 «onderlinge duels» 19:00 uur (UTC+1) |           | 37' João Alves |          | Ullevaalstadion, Oslo Toeschouwers: 9.875 Scheidsrechter: Siegfried Kirschen (DDR) |

|                                                                           |                 |       |                 |                                                                                 |
| 26 september Vriendschappelijk № 209 «onderlinge duels» 20:30 uur (UTC+2) | Portugal        | 1 – 1 | Spanje          | Estadio Balaídos, Vigo Toeschouwers: 35.000 Scheidsrechter: Luigi Agnolin (ITA) |
| 26 september Vriendschappelijk № 209 «onderlinge duels» 20:30 uur (UTC+2) | Dani 26' (pen.) |       | 74' (pen.) Nené | Estadio Balaídos, Vigo Toeschouwers: 35.000 Scheidsrechter: Luigi Agnolin (ITA) |

|                                                                            |                                                 |       |          |                                                                               |
| 17 oktober EK 1980 kwalificatie № 210 «onderlinge duels» 20:00 uur (UTC+1) | België                                          | 2 – 0 | Portugal | Heizelstadion, Brussel Toeschouwers: 8.799 Scheidsrechter: Ulf Eriksson (SWE) |
| 17 oktober EK 1980 kwalificatie № 210 «onderlinge duels» 20:00 uur (UTC+1) | Wilfried Van Moer 46' François Van der Elst 56' |       |          | Heizelstadion, Brussel Toeschouwers: 8.799 Scheidsrechter: Ulf Eriksson (SWE) |

|                                                                          |                                     |       |                  |                                                                                      |
| 1 november EK 1980 kwalificatie № 211 «onderlinge duels» 15:00 uur (UTC) | Portugal                            | 3 – 1 | Noorwegen        | Estádio Nacional, Oeiras Toeschouwers: 34.394 Scheidsrechter: Ricardo Lattanzi (ITA) |
| 1 november EK 1980 kwalificatie № 211 «onderlinge duels» 15:00 uur (UTC) | Artur Correia 38' Nené 59' Nené 71' |       | 11' Georg Hammer | Estádio Nacional, Oeiras Toeschouwers: 34.394 Scheidsrechter: Ricardo Lattanzi (ITA) |

|                                                                           |              |       |                                     |                                                                                    |
| 21 november EK 1980 kwalificatie № 212 «onderlinge duels» 21:30 uur (UTC) | Portugal     | 1 – 2 | Oostenrijk                          | Estádio da Luz, Lissabon Toeschouwers: 52.815 Scheidsrechter: Charles Corver (NED) |
| 21 november EK 1980 kwalificatie № 212 «onderlinge duels» 21:30 uur (UTC) | Reinaldo 42' |       | 36' Kurt Welzl 51' Walter Schachner | Estádio da Luz, Lissabon Toeschouwers: 52.815 Scheidsrechter: Charles Corver (NED) |

CONMEBOL: Colombia · Ecuador

UEFA: Albanië · België · Bulgarije · Cyprus · Denemarken · West-Duitsland · Duitse Democratische Republiek · Engeland · Finland · Frankrijk · Griekenland · Hongarije · IJsland · Ierland · Italië · Joegoslavië · Luxemburg · Malta · Nederland · Noord-Ierland · Noorwegen · Oostenrijk · Polen · Portugal · Roemenië · Schotland ·  Sovjet-Unie ·  Spanje · Tsjecho-Slowakije · Turkije · Wales ·  Zweden · Zwitserland

CAF: Madagaskar AFC: Israël

FPF · A-internationals · Selecties · Statistieken · Bondscoaches · Portugees vrouwenelftal · Olympisch elftal · Portugal U21 · Portugal U20 · Portugal U19 · Portugal U18 · Portugal U17 · Vrouwen U17
1921 – 1929 · 
1930 – 1939 · 
1940 – 1949 · 
1950 – 1959 · 
1960 – 1969 · 
1970 – 1979 · 
1980 – 1989 · 
1990 – 1999 · 
2000 – 2009 · 
2010 – 2019 · 
2020 – 2029
EK's: 1984 · 
1996 · 
2000 · 
2004 · 
2008 · 
2012 · 
2016 · 
2020 · 
2024
WK's: 1966 · 
1986 · 
2002 · 
2006 · 
2010 · 
2014 · 
2018 · 
2022
OS: 1928 · 
1996 · 
2004 · 
2016
1921 · 
1922 · 
1923 · 
1924 · 
1925 · 
1926 · 
1927 · 
1928 · 
1929 · 
1930 · 
1931 · 
1932 · 
1933 · 
1934 · 
1935 · 
1936 · 
1937 · 
1938 · 
1939 · 
1940 · 
1942 · 
1943 · 1944 · 
1945 · 
1946 · 
1947 · 
1948 · 
1949 ·
1950 · 
1951 · 
1952 · 
1953 · 
1954 · 
1955 · 
1956 · 
1957 · 
1958 · 
1959 ·
1960 · 
1961 · 
1962 ·
1963 ·
1964 · 
1965 · 
1966 · 
1967 · 
1968 · 
1969 ·
1970 · 
1971 · 
1972 · 
1973 · 
1974 · 
1975 · 
1976 · 
1977 · 
1978 · 
1979 ·
1980 · 
1981 · 
1982 · 
1983 · 
1984 · 
1985 · 
1986 · 
1987 · 
1988 · 
1989 · 
1990 · 
1991 ·
1992 · 
1993 · 
1994 · 
1995 · 
1996 · 
1997 · 
1998 · 
1999 · 
2000 · 
2001 · 
2002 · 
2003 · 
2004 · 
2005 · 
2006 · 
2007 · 
2008 · 
2009 · 
2010 · 
2011 · 
2012 · 
2013 ·
2014 ·
2015 ·
2016 ·
2017 ·
2018 ·
2019 ·
2020 ·
2021 ·
2022
Albanië ·
Algerije ·
Andorra ·
Angola ·
Argentinië ·
Armenië ·
Azerbeidzjan ·
België ·
Bolivia ·
Bosnië-Herzegovina ·
Brazilië ·
Bulgarije ·
Canada ·
Chili ·
China ·
Cyprus ·
DDR ·
Denemarken ·
Duitsland ·
Ecuador ·
Egypte ·
Engeland ·
Estland ·
Faeröer ·
Finland ·
Frankrijk ·
Gabon ·
Georgië ·
Ghana ·
Gibraltar ·
Griekenland ·
Hongarije ·
Ierland ·
IJsland ·
Iran ·
Israël ·
Italië ·
Ivoorkust ·
Joegoslavië ·
Kaapverdië ·
Kameroen ·
Kazachstan ·
Koeweit ·
Kroatië ·
Letland ·
Liechtenstein ·
Litouwen ·
Luxemburg ·
Malta ·
Marokko ·
Mexico ·
Moldavië ·
Mozambique ·
Nederland ·
Nieuw-Zeeland ·
Nigeria ·
Noord-Ierland ·
Noord-Korea ·
Noord-Macedonië ·
Noorwegen ·
Oekraïne ·
Oostenrijk ·
Panama ·
Paraguay ·
Polen ·
Qatar ·
Roemenië ·
Rusland ·
Saoedi-Arabië ·
Schotland ·
Servië ·
Slovenië ·
Slowakije ·
Sovjet-Unie ·
Spanje ·
Tsjechië ·
Tsjecho-Slowakije ·
Tunesië ·
Turkije ·
Uruguay ·
Verenigde Staten ·
Wales ·
Zuid-Afrika ·
Zuid-Korea ·
Zweden ·
Zwitserland
Angola (2006) ·
België (2021) ·
Brazilië (2010) · 
Denemarken (2012) ·
Duitsland (2006) ·
Duitsland (2008) ·
Duitsland (2012) ·
Duitsland (2014) ·
Duitsland (2021) ·
Engeland (2000) ·
Engeland (2006) ·
Frankrijk (2006) ·
Frankrijk (2016) ·
Frankrijk (2021)  ·
Ghana (2014) ·
Griekenland (2004, 2) · 
Hongarije (2021) · 
IJsland (2016) · 
Iran (2006) ·
Iran (2018) ·
Marokko (2018) ·
Marokko (2022) ·
Mexico (2006) ·
Nederland (2006) ·
Nederland (2012) ·
Oostenrijk (2016) · 
Spanje (2012) · 
Spanje (2018) ·
Tsjechië (2008) ·
Tsjechië (2012) · 
Turkije (2008) ·
Verenigde Staten (2014) ·
Uruguay (2018) ·
Zuid-Korea (2022) · 
Zwitserland (2008) · 
Zwitserland (2022)